# SNK (1978–2001)
SNK Corporation (株式会社エス・エヌ・ケイ, Kabushiki-gaisha Esu・Enu・Kē) foi uma fabricante japonesa de jogos envolvida no planejamento, desenvolvimento e vendas de consoles de jogos e software de jogos fundada em 22 de junho de 1978 em Osaka, Japão, bem como a gestão de instalações de diversão dos anos 1970 a 2001.
SNK é um acrônimo de Shin Nihon Kikaku ("新日本企画", "Novo Projeto do Japão"), e era o nome legal da empresa até ser abreviado para SNK ("エス・エヌ・ケイ", "Esu・Enu・Kē") em 1986.
É conhecida como a editora do sistema de jogos Neo Geo, que utiliza uma alavanca de loop e um formato comum para consoles de jogos comerciais domésticos, permitindo aos usuários jogar seus próprios jogos comerciais em casa.
Seus produtos mais famosos são o sistema de jogos arcade e o videogame doméstico Neo-Geo, além de diversas séries de jogos como Metal Slug, Samurai Shodown, Fatal Fury, Art of Fighting e The King of Fighters.
Após a falência da empresa, os direitos de propriedade intelectual da antiga empresa foram transferidos para a Playmore Corporation em 2001. A Playmore mudou seu nome para "SNK Playmore" em 2003, e depois mudou seu nome novamente para SNK em 2016, o mesmo que a antiga empresa.

## História

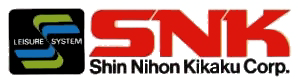
O logotipo "SNK: Shin Nihon Kikaku Corp." de 1982 a 1986 combinado com o logotipo "S" original de 1978

No início da década de 1970. Eikichi Kawasaki, um ex-boxeador, estava gerenciando uma loja de café e uma empresa de construção civil em Osaka. Em 1973, ele comprou uma empresa de maquinas elétricas em Kobe e fundou a Shin Nihon Kikaku. Quando Eikichi Kawasaki percebeu o rápido crescimento que estava ocorrendo no mercado de videogames operado por moedas, ele expandiu Shin Nihon Kikaku para incluir o desenvolvimento e comercialização de jogos de moeda única opcionais. Em 22 de julho de 1978, a empresa foi reconstuída como Shin Nihon Kikaku Corporation em Higashiosaka.

### Primeiros jogos
Os dois primeiros títulos conhecidos foram Ozma Wars (1979), um shooter espacial de rolagem vertical e Safari Rally (1980), um jogo de labirinto. Qualidade do jogo melhorou ao longo do tempo, principalmente com Vanguard (1981), um lateral espaço atirador de rolagem que muitos consideram o precursor de clássicos modernos como Gradius e R-Type.
A empresa foi apelidada de "Shin Nihon Kikaku" em katakana no início, mas desde 1981 foi alterada para "ＳＮＫ" tomando as iniciais do alfabeto romano (Shin Nihon Kikaku). A notação de copyright em inglês também era "SNK CORPORATION". Estabeleceu-se em Sunnyvale, Califórnia, para entregar sua própria marca de jogos operados por moedas para fliperamas na América do Norte. A SNK escolheu John Rowe para chefiar sua operação americana, o eventual fundador da Tradewest e atual presidente e CEO da Sammy Studios.
SNK licenciou o jogo para Centuri para distribuição na América do Norte, que finalmente começou a fabricar e distribuir o próprio jogo quando os lucros excederam as expectativas.

### SNK Corporation
Em abril de 1986, o nome da empresa foi alterado para o apelido "ＳＮＫ", mas o nome comercial registrado deveria ser "SNK Corporation" ("株式会社エス・エヌ・ケイ", "Kabushiki-gaisha Esu・Enu・Kē"). Isso ocorre porque o Ministério da Justiça na época não aprovou o registro de um nome comercial usando o alfabeto. Em novembro de 1986, a subsidiária americana SNK Corporation of America nasceu em Sunnyvale, Califórnia.  Em março de 1988, a equipe da SNK mudou-se para um prédio em Suita, Osaka, Japão.
A SNK Corporation no Japão mudou seu foco somente para o desenvolvimento e licenciamento de videogames para uso de arcade e (mais tarde) para consoles iniciais. Entre 1979 e 1986 produziu 23 jogos de árcade autônomos. Os destaques deste período incluem Mad Estrondo (1984), Alpha Mission (1984), Athena (1986), um jogo que ganhou um grande número de seguidores quando foi portado para o NES em 1987. Seu jogo de maior sucesso desde período de tempo foi Ikari Warriors, lançado em 1986, Ikari Warriors era tão popular que acabou por ser licenciado e portado para o Atari 2600, Atari 7800, Commodore 64, Commodore Amiga, Amstrad CPC, Apple II, ZX Spectrum e NES. Seguiu o jogo com duas sequelas, Victory Road e Ikari III: The Rescue.

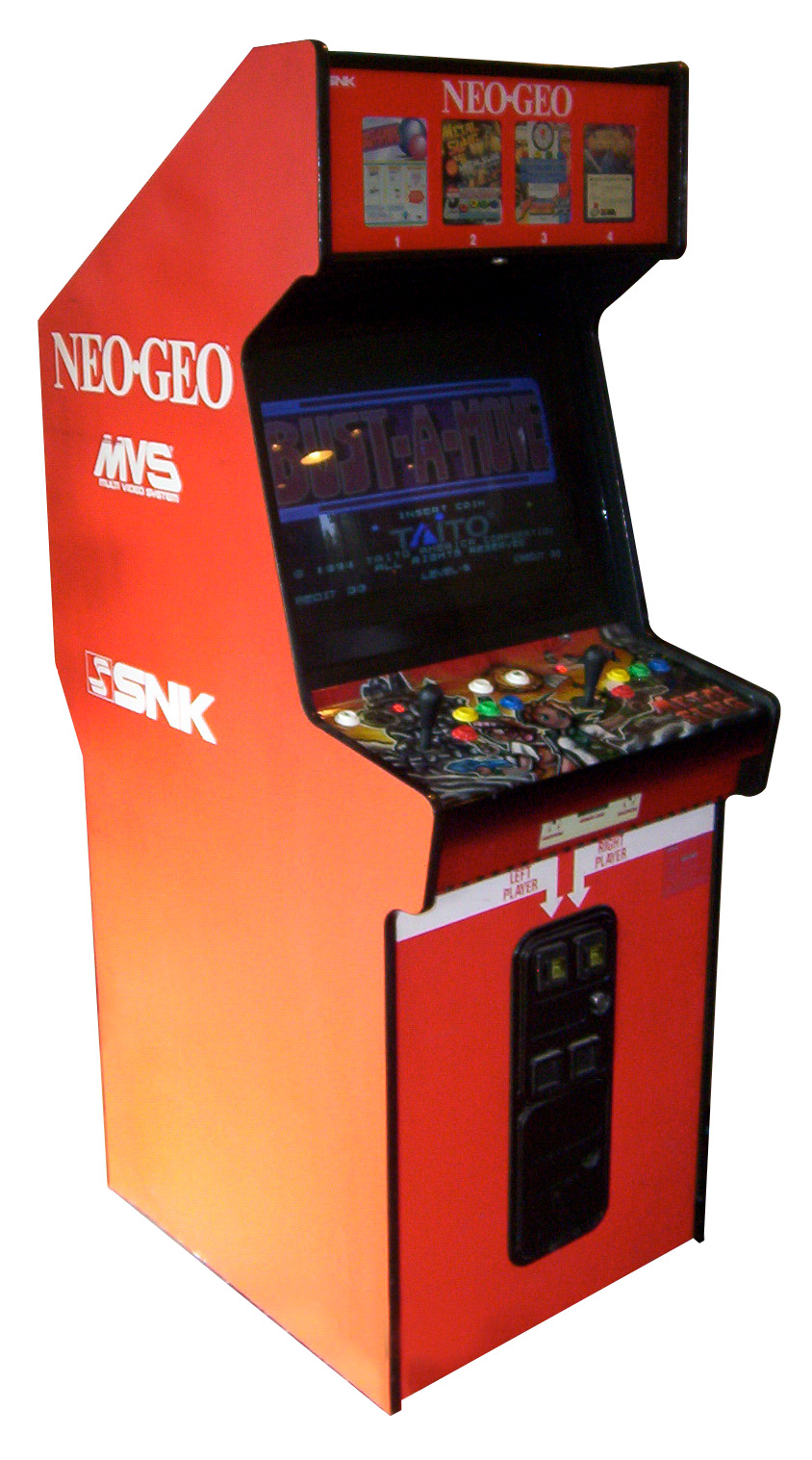
Arcade da SNK

Mesmo neste momento, o mercado doméstico ainda estava sofrendo com as consequências causadas pelo acidente de jogo norte-americano em 1983. No entanto, um console fabricante, a Nintendo, parecia resistir ao acidente bastante ileso. SNK se inscreveu para se tornar um licenciado de terceiros para o sistema Famicom da Nintendo em 1985 e abriu uma segunda filial nos Estados Unidos, com sede em Torrance, Califórnia. Nomeado SNK Home Entertainment, ele lidou com a distribuição norte-americana e comercialização de produtos da empresa para consoles domésticos. Por esta altura, John Rowe tinha deixado a empresa para formar a Tradewest, que passou a comercializar a série Ikari Warriors da SNK na América do Norte. Posteriormente, ambas as metades da SNK América estavam sendo agora presididas por Paul Jacobs, que é conhecido principalmente por ter ajudado a lançar o sistema Neo-Geo da empresa fora da Ásia.
Em resposta às fontes vendas dos portos NES da empresa, a SNK começou a se dedicar ao desenvolvimento de software original projetado especificamente para o console NES. Dois jogos vieram fora deste esforço: Baseball Stars (1989) e Crystalis (1990) (sabido como o assassino do deus em Japão). Em 1989 também marcou o lançamento de duas novos consoles de vídeo games domésticos na América do Norte: o Mega Drive e da NEC projeto conjunto com Hudson Soft, o TurboGrafx-16. A Nintendo seguiu o exemplo com um novo sistema em 1991, o Super NES. Ao invés de se envolver no início dos anos 90 as guerras do sistema, SNK Corporation no Japão, juntamente com SNK Corporation of América, escolheu para reorientar os seus esforços no mercado de árcade, deixando outros terceiros, como Romstar e Takara, para licenciar e porta Propriedades da SNK para os vários consoles domésticos da época com a ajuda da divisão de entretenimento doméstico da SNK. Com portas de consoles principalmente sendo manuseadas fora da empresa, passou para o desenvolvimento de SNK marca de equipamentos de árcade.
A SNK também licenciou a Tiger Electronics para comercializar video games portáteis de algumas de suas marcas.

## Hardware

### Placa Neo Geo MVS

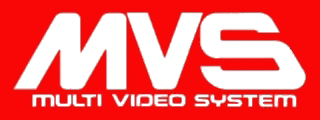
Placa Neo Geo MVS, uma inovação para os árcades da época

Na época do auge dos videogames caseiros, a prioridade da SNK ainda era inovar nos arcades, e foi assim que ela criou a placa chamada MVS (Multi Video System).
Esta placa funcionava como os videogames da época: jogos em cartuchos. Ela vinha com uma placa acoplada (o cartucho) e, trocando-se esta placa, trocava-se o jogo, diferindo dos arcades convencionais da época, em que somente se podia alterar o jogo trocando-se a máquina inteira. Outra dádiva que a MVS fornecia para o proprietário na época era o poder de acoplar até 4 jogos na placa, mudando-os quando bem entendesse mediante um interruptor no interior do gabinete. Esta foi uma boa tática da SNK, pois o proprietário poderia diferenciar os jogos para seus clientes a seu bel prazer.
A MVS tem 2 processadores: O Motorola-68000 de 16-bits e o Z-80 de 8 bits. Estes chips, apesar de muito poderosos, eram baratos para a época, e a criação de jogos baseada nas instruções de ambos os processadores era de fácil programação. Outro ponto positivo é que estes processadores eram conhecidos pelas empresas produtoras de jogos, pois eles já haviam aparecido em outros arcades e consoles da época justamente pela facilidade de produção.
A MVS tinha um poderoso processador gráfico. 330 Megabits foi como um slogan por aparecer em todos os jogos que usavam esta placa. A MVS era a placa mais poderosa para processamento de vídeo da época. Enquanto os videogames caseiros tinham 16 Megabits de memória, a MVS tinha 330 Megabits. Ou seja, enquanto os videogames caseiros podiam produzir 64 cores e 80 sprites, a MVS conseguia a proeza de 4096 cores e 380 sprites.

### Console Neo Geo AES

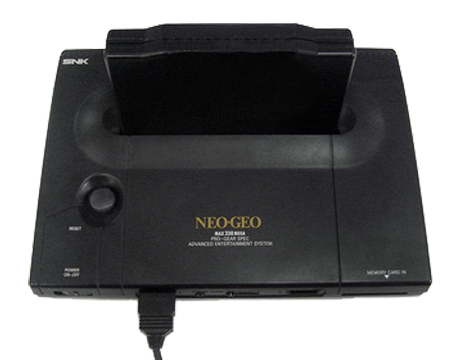
O console doméstico Neo Geo AES.

Devido ao êxito obtido na época com a MVS, a SNK resolveu dar um novo passo e, em 1990, criou o Neo Geo AES, ou simplesmente, Neo Geo. O Neo Geo funcionava exatamente igual à MVS: dentro do videogame, apenas os processadores. Todo o resto estava dentro do cartucho. Isto resultou em um fato curioso, que acabou se tornando uma peculiaridade do Neo Geo: o cartucho era quase do mesmo tamanho que o videogame! Cada controle também era do tamanho do próprio console, e desenhado para se parecer com um controle de arcade, com uma "manivela" e quatro grandes botões, ao contrário dos botões direcionais e delicados dos consoles da época. Ele tinha 2 processadores, um de 16 bits, e o outro de 8 bits; porém, o Neo Geo tinha um defeito grave: era muito caro.
Inicialmente, o console era apenas alugado para estabelecimentos como lojas de videogame, restaurantes e hotéis, pois a SNK imaginava que o alto preço do console afastaria interessados. Contudo, em 1991 o console foi disponibilizado para venda justamente pela alta demanda.
Além de ser o único console de sua geração a reproduzir com total fidelidade os jogos de arcade da época, o Neo Geo inovou ao ser o primeiro console a usar um cartão de memória para salvar o progresso dos jogos.

### Neo Geo CD

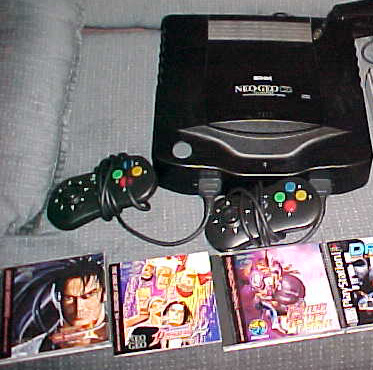
Neo Geo CD e CDs de jogos

Em 1994, três anos após o lançamento do Neo Geo AES, a SNK lançou o Neo Geo CD. Se por um lado, o preço deste console, e também dos jogos, era mais baixo que de seu antecessor, por outro lado os tempos de carregamento dos jogos eram muito longos devido ao seu leitor óptico de velocidade 1x, o que afastava o jogador da experiência de ter um "arcade em casa".
Com o lançamento dos jogos SNK para Playstation e Sega Saturn, o Neo Geo CD foi perdendo adeptos, posto que aqueles consoles carregavam mais rápido do que este.[carece de fontes?]

### Hyper Neo Geo 64

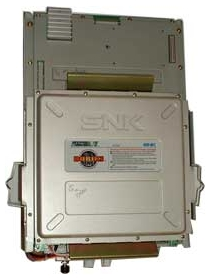
Placa Hyper Neo Geo 64

Após o sucesso da placa MVS, a SNK, na tentativa de entrar na era dos jogos 3D que começava a se tornar febre na metade dos anos 90, criou, em Setembro de 1997, a placa Hyper Neo Geo 64. Capaz de renderizar gráficos em 3D, esta placa iria substituir a MVS e possibilitar a criação de um novo console, substituto do Neo Geo AES, para competir com os consoles Playstation, da Sony, e Sega Saturn, da Sega.
Havia quatro tipos de gabinetes para a Hyper Neo Geo 64, sendo eles para jogos de luta, corrida, tiro e um sistema coreano para jogar os dois jogos da franquia Samurai Shodown lançados na placa.
Contudo em 1999 o sistema já não recebia mais manutenções, uma vez que não atraía jogadores, e fora considerada "morta". Ao todo, a Hyper Neo Geo 64 recebeu apenas sete jogos, sendo que apenas dois deles, "Fatal Fury: Wild Ambition" e "Samurai Shodown: Warriors Rage", receberam adaptação para console caseiro (Playstation).

## Handheld

### Neo Geo Pocket

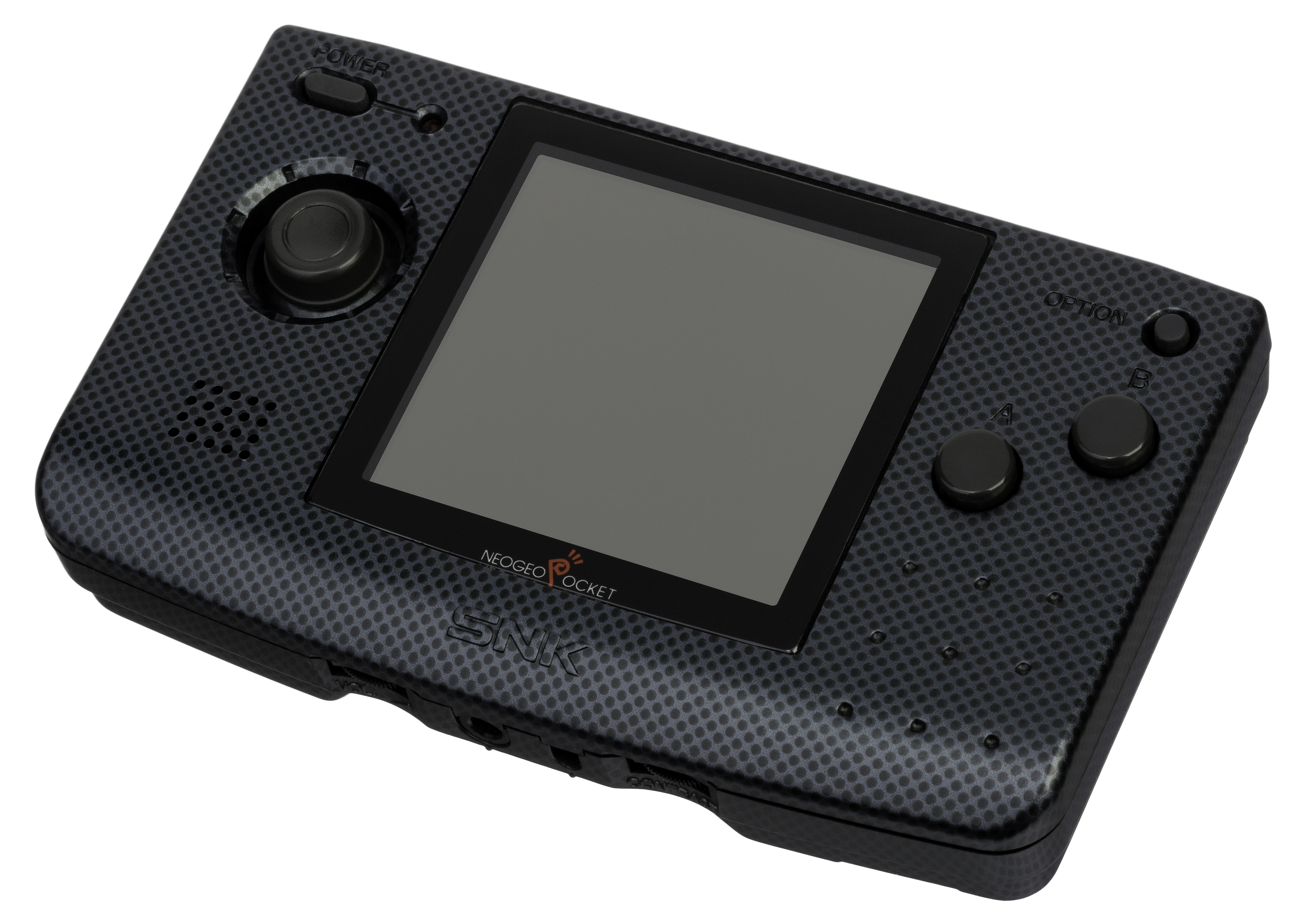
Neo Geo Pocket

O Neo Geo Pocket é um console de videogame portátil monocromático lançado pela SNK. Foi o primeiro sistema portátil da empresa e faz parte da família Neo Geo. Ele estreou no Japão no final de 1998 e foi vendido principalmente no Japão e em Hong Kong. O sistema e todos os cinco jogos ingleses tiveram distribuição limitada no oeste, onde podiam ser encomendados diretamente da SNK USA.
O Neo Geo Pocket recebeu vendas abaixo do esperado e foi descontinuado em 1999, sendo imediatamente sucedido pelo Neo Geo Pocket Color (NGPC), um dispositivo colorido que permite ao sistema competir mais facilmente com o portátil Game Boy Color dominante, e que também teve um lançamento americano. Embora o sistema tenha tido apenas uma vida curta, alguns jogos importantes foram lançados no sistema, como Samurai Shodown! e The King of Fighters R-1.

### Neo Geo Pocket Color

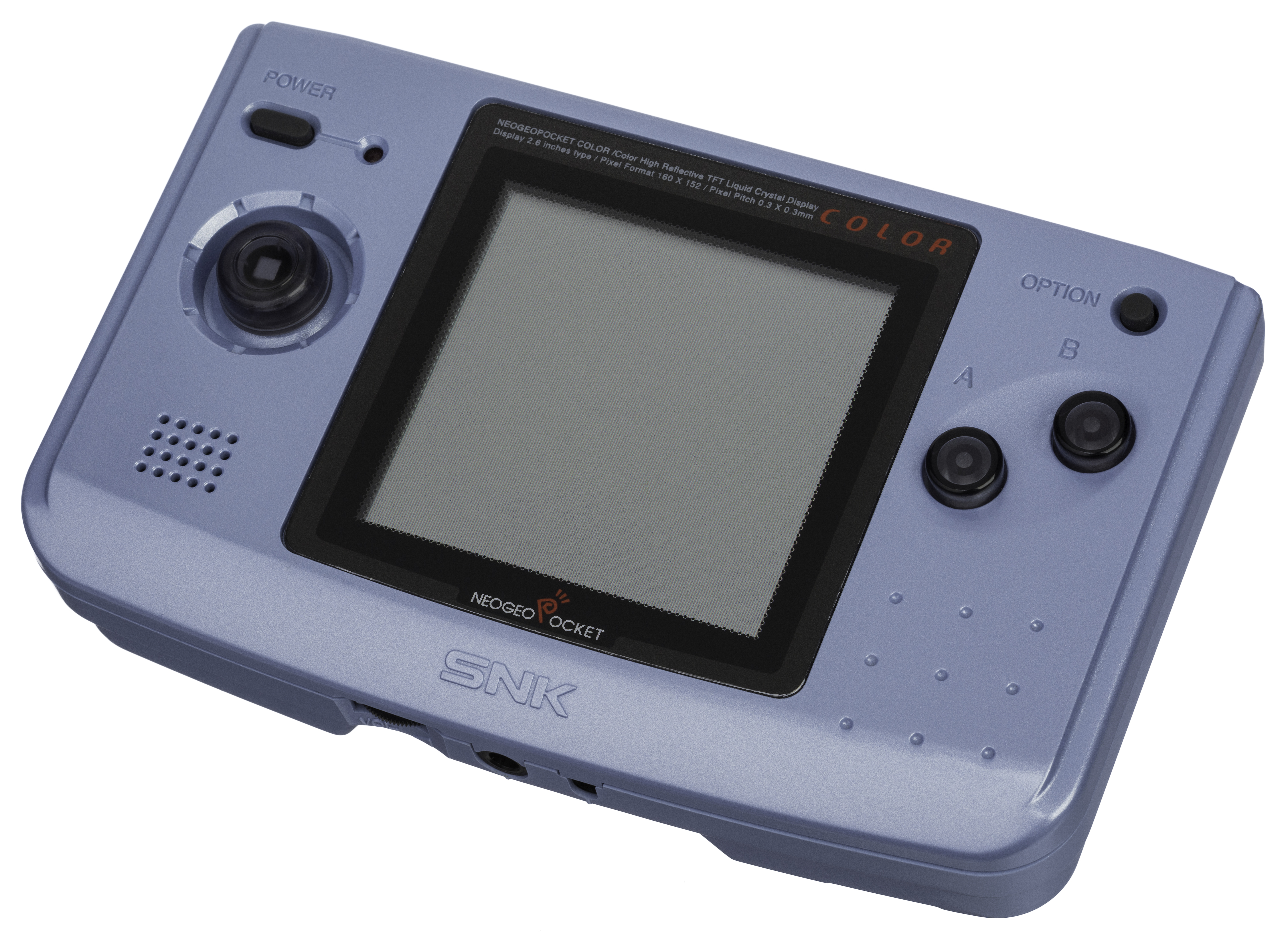
Neo Geo Pocket Color

O Neo Geo Pocket Color (NGPC) é um console de videogame portátil colorido de 16 bits desenvolvido e fabricado pela SNK. É um sucessor do portátil monocromático Neo Geo Pocket da SNK, lançado em 1998 no Japão, com o Color sendo totalmente compatível com versões anteriores. O Neo Geo Pocket Color foi lançado em 19 de março de 1999 no Japão, 6 de agosto de 1999 na América do Norte e 1 de outubro de 1999 na Europa, entrando em mercados todos dominados pela Nintendo, competindo com o Game Boy Color da Nintendo.
Seu bordão no Japão era "I'm not BOY. Chega um momento em que alguém deixa BOY." (I'm not BOY. 誰だってＢＯＹを捨てるときがくる). Começou forte, mas um grande número de factores impediu-o de fazer muito mais.
Após um bom início de vendas nos EUA e no Japão com 14 títulos de lançamento (um recorde na época), subsequente baixo suporte de varejo nos EUA, falta de comunicação com desenvolvedores terceirizados por parte da administração americana da SNK, a popularidade da franquia Pokémon da Nintendo e a antecipação do Game Boy Advance de 32 bits.
O novo console portátil também começou bem, mas no final do ano as vendas enfraqueceram e enfraqueceram gravemente o grupo SNK, já abalado por múltiplos fracassos. Desde o 11 de junho de 2000, há rumores sobre a retirada da SNK dos Estados Unidos e da Europa. As vendas do Neo Geo Pocket Color despencaram em todo o mundo e até no Japão onde a Bandai com seu WonderSwan acabou derrotando o pequeno console SNK que levaram a um declínio nas vendas em ambas as regiões, então a produção foi interrompida em 13 de junho de 2000, embora as vendas no Japão tenham continuado em 2001 e foi o último console de videogame da SNK que foi descontinuado e encerrado no Japão em 2001.

## Falência
Falência por falência da reabilitação civil
Pouco antes de anunciar sua falência, a SNK foi incorporada pela Aruze, empresa especializada na fabricação de pachinko. Diversos funcionários deixam a empresa e fundam a BrezzaSoft.
A SNK encerrou todas as operações Americanas, Canadenses e Europeias em 13 de Junho de 2000. A empresa vendeu os direitos de distribuição na América do Norte para sistemas de arcade MVS e sistemas fotográficos Neo Print. Ele licenciou localizações norte-americanas de alguns lançamentos de console para empresas externas.
Com uma dívida total de cerca de 38 bilhões de ienes, a SNK desistiu da reconstrução voluntária e, em 2 de Abril de 2001, solicitou a aplicação da Lei da Reabilitação Civil ao Tribunal Distrital de Osaka. O pedido foi aceito e os procedimentos de revitalização foram prosseguidos, e a sede voltou para a cidade de Suita, na província de Osaka. O tribunal distrital decidiu abolir o processo de reabilitação civil em 1° de Outubro do mesmo ano, e declarou a falência em 30 de Outubro.
Muitos dos funcionários da empresa se separaram, e vários deles se uniram para fundar a desenvolvedora de jogos e hardware BrezzaSoft. Durante este tempo, a SNK licenciou os direitos de produção e desenvolvimento de jogos de suas franquias para diversas outras empresas, como a coreana Eolith (que ganhou o controle da franquia The King of Fighters entre 2001 e 2002) e Mega Enterprise (que produziu o Metal Slug 4), e a Noise Factory com sede no Japão (que foi responsável pelo Sengoku 3).

### Após declaração da falência
Após o início do processo da falência, os direitos relacionados à SNK foram leiloados e a Playmore, uma antiga empresa afiliada (mais tarde SNK Playmore → segunda geração SNK), venceu a licitação. Atualmente, a empresa ainda está anunciando sequências de algumas obras da SNK.
Três lojas Neo Geo Land perto da estação Esaka continuaram a operar mesmo após a falência da SNK, mas todas foram fechadas em 2005 devido a uma revisão das operações da SNK Playmore. A maior parte do terreno foi demolida e agora é usada como estacionamento, mas apenas o terreno (edifício) da segunda loja Esaka permanece, e é ocupado por inquilinos.
A SNK Playmore está sediada em Suita City, mesma cidade da antiga empresa, e em 2016 mudou seu nome para "SNK Corporation", o mesmo da antiga empresa.

## Mensagem
A SNK, desenvolvedora e inventora do NeoGeo, está agora fora do mercado. Em seu site, a equipe SNK se despede e agradece a todos os fãs da SNK. A SNK fornecia aos fliperamas títulos como Ikari Warriors e Prehistoric Isle desde 1978, muito antes do NeoGeo. Hoje, segunda-feira (29 de Outubro de 2001), que provavelmente ficará no história do NeoGeo como Black Monday, marca o fim da era SNK após 23 anos. Como artifício final, a SNK está oferecendo um papel de parede para download em seu site, como uma espécie de presente de despedida para os fãs. Como o site está um pouco sobrecarregado no momento, você também pode baixá-lo conosco e a mensagem da SNK para todos os seus fãs:
| “ | ２００１年秋、ＳＮＫはその歴史の幕を閉じます。私たちが、ゲームづくりに情熱を燃やし続けてこれたのは、ひとえに皆さんの熱い支持と叱咤激励のおかげです。長い間のご愛顧とご支援、本当にありがとうございました！ Dear ALL NEOGEO fans/customers, It is with deepest grief that In the Autumm of 2001, SNK will close the company history in its business. It was all of your favor and encouragement which made our passion running to make better games for SNK fans. We'd like to take this opportunity to thank and everyone of you for your continuous help and assistance rendered to SNK since its inocorporation in Japan July in 1978. Without your support, SNK Corporaton would not have been possible throughout 23 yers of operation. With all out heart-felt gratitude, thank you once again！ | ” |

A SNK foi encerrou oficialmente suas atividades através da mensagem em português:
| “ | Caros fãs e clientes, É com profundo pesar que, neste outono de 2001, a SNK irá encerrar suas atividades. Seu apoio e encorajamento moveram nossa paixão para desenvolver os melhores jogos para os fãs da SNK. Gostaríamos de aproveitar esta oportunidade para agradecer a todos vocês por sua ajuda contínua e apoio dedicado à SNK desde sua fundação no Japão em julho de 1978. Sem o seu suporte, a SNK Corporation não teriam sido possíveis os 23 anos de operação. Com muita gratidão, obrigado mais uma vez! | ” |